# Masakra w Pińsku

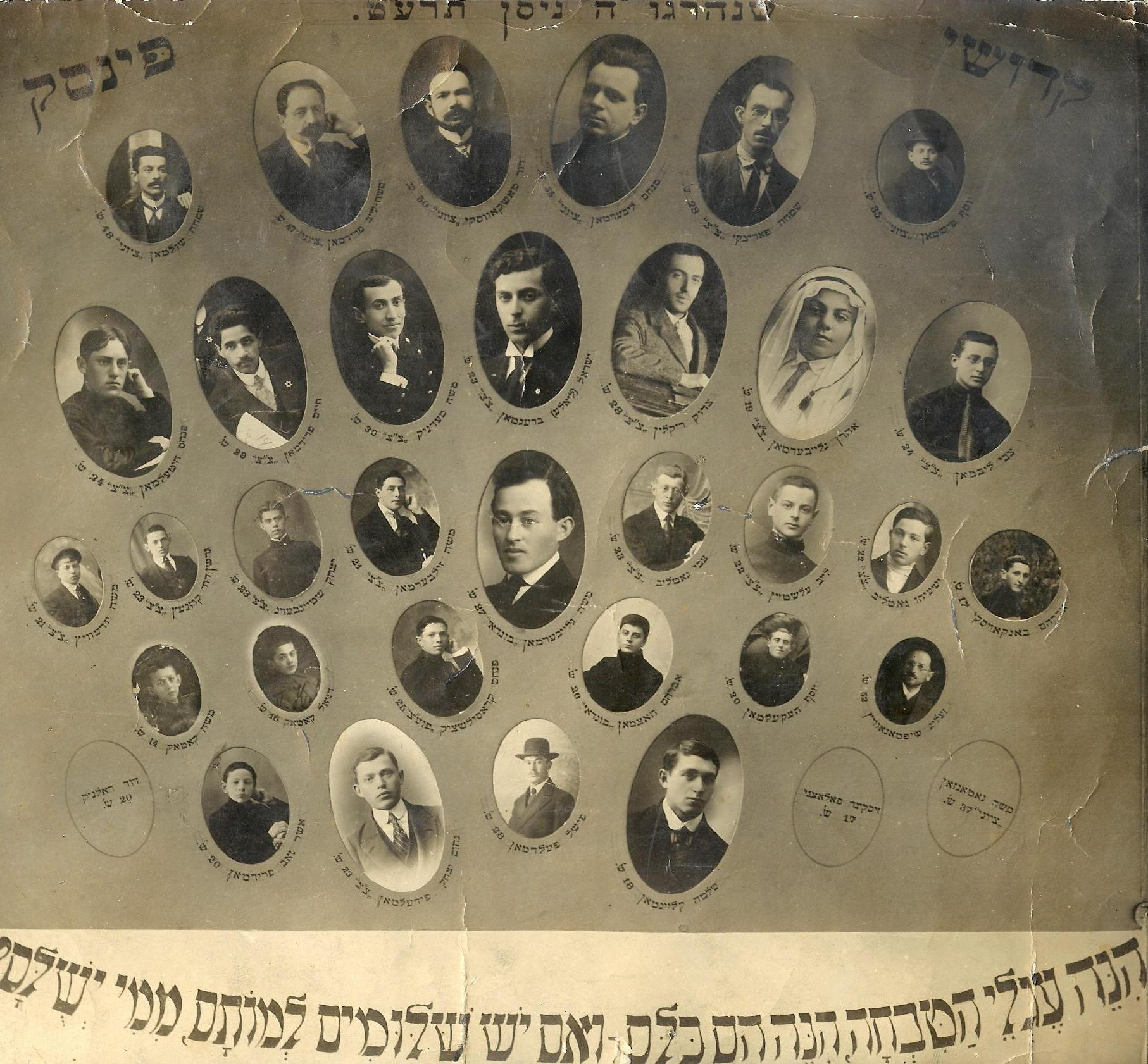
Ofiary masakry w Pińsku

Masakra w Pińsku – rozstrzelanie 35 osób narodowości żydowskiej, dokonane przez żołnierzy 34 pułku piechoty na rozkaz dowódcy, majora Aleksandra Łuczyńskiego. Zdarzenie miało miejsce 5 kwietnia 1919, miesiąc po zajęciu Pińska przez Wojsko Polskie, w pierwszej fazie wojny polsko-bolszewickiej.

## Przebieg wydarzeń
W trakcie wojny polsko-bolszewickiej, na zajętych przez Polskę terenach, w obawie przed rozruchami, wprowadzono zakaz zgromadzeń. Późnym popołudniem 5 kwietnia 1919 stacjonujący w Pińsku polscy żołnierze zostali wezwani do Domu Ludowego na ul. Kupieckiej 72, gdzie miało miejsce zebranie około 150 osób narodowości żydowskiej, kobiet i mężczyzn. Według niektórych źródeł zebranie to miało zezwolenie komendanta wojska. Źródła podają różne informacje co do celu spotkania – miało być to zebranie organizacji syjonistycznej lub spotkanie mające na celu podział amerykańskiej pomocy żywnościowej, natomiast nie potwierdzają tezy o spotkaniu grupy bolszewickiej.
Żołnierze po wejściu do budynku aresztowali około 65 uczestników zebrania i odprowadzili do budynku komendy wojskowej. Tam dowódca liczącego 30 żołnierzy oddziału, major Aleksander Łuczyński, rozkazał rozstrzelać 35 wybranych osób. Rozkaz wykonano pod ścianą pińskiej katedry. Pozostałych aresztowanych osadzono w areszcie, gdzie według niektórych źródeł byli bici przez strażników.

## Reakcje
Zdarzenie wywołało oburzenie zagranicznej prasy i opinii publicznej. Było przyczyną wysłania do Polski amerykańskiej misji rządowej mającej na celu zbadanie traktowania Żydów w Polsce. Wyniki badań misji zostały opublikowane jako tzw. Raport Morgenthaua (Morgenthau Report), w którym wydarzenie oceniono jako przestępstwo, za które nikt nie został ukarany. Dowódca oświadczył, że egzekucji dokonano na podstawie wyroku sądu wojennego, z czym nie zgodził się Morgenthau, argumentując, że przesłuchania przed egzekucją trwały mniej niż godzinę.
Historycy nie oceniają masakry w Pińsku jednoznacznie. Według niektórych autorów egzekucja była usprawiedliwiona działaniami wojennymi, a żołnierze byli przekonani o nielegalnym celu zgromadzenia, toteż ich działania nie nosiły znamion przestępstwa.